# Іст-Бернстадт (Кентуккі)
Іст-Бернстадт (англ. East Bernstadt) — переписна місцевість (CDP) в США, в окрузі Лорел штату Кентуккі. Населення — 809 осіб (2020).

## Географія
Іст-Бернстадт розташований за координатами 37°11′34″ пн. ш. 84°7′45″ зх. д. / 37.19278° пн. ш. 84.12917° зх. д. (37.192677, -84.129211).  За даними Бюро перепису населення США в 2010 році переписна місцевість мала площу 5,50 км², з яких 5,47 км² — суходіл та 0,03 км² — водойми.

## Демографія
Згідно з переписом 2010 року, у переписній місцевості мешкало 716 осіб у 289 домогосподарствах у складі 207 родин. Густота населення становила 130 осіб/км².  Було 338 помешкань (61/км²).
Расовий склад населення:
| - 96,2 % — білих - 2,4 % — чорних або афроамериканців - 0,4 % — корінних американців |

До двох чи більше рас належало 0,6 %. Частка іспаномовних становила 0,3 % від усіх жителів.
За віковим діапазоном населення розподілялося таким чином: 23,0 % — особи молодші 18 років, 65,3 % — особи у віці 18—64 років, 11,7 % — особи у віці 65 років та старші. Медіана віку мешканця становила 42,2 року. На 100 осіб жіночої статі у переписній місцевості припадало 101,7 чоловіків;  на 100 жінок у віці від 18 років та старших — 98,2 чоловіків також старших 18 років.
Середній дохід на одне домашнє господарство  становив 41 279 доларів США (медіана — 29 013), а середній дохід на одну сім'ю — 48 064 долари (медіана — 33 250). Медіана доходів становила 34 079 доларів для чоловіків та 26 833 долари для жінок. За межею бідності перебувало 16,8 % осіб, у тому числі 24,0 % дітей у віці до 18 років та 8,0 % осіб у віці 65 років та старших.
Цивільне працевлаштоване населення становило 317 осіб. Основні галузі зайнятості: виробництво — 17,4 %, роздрібна торгівля — 14,5 %, освіта, охорона здоров'я та соціальна допомога — 14,5 %.